# Friedrich Wöhler

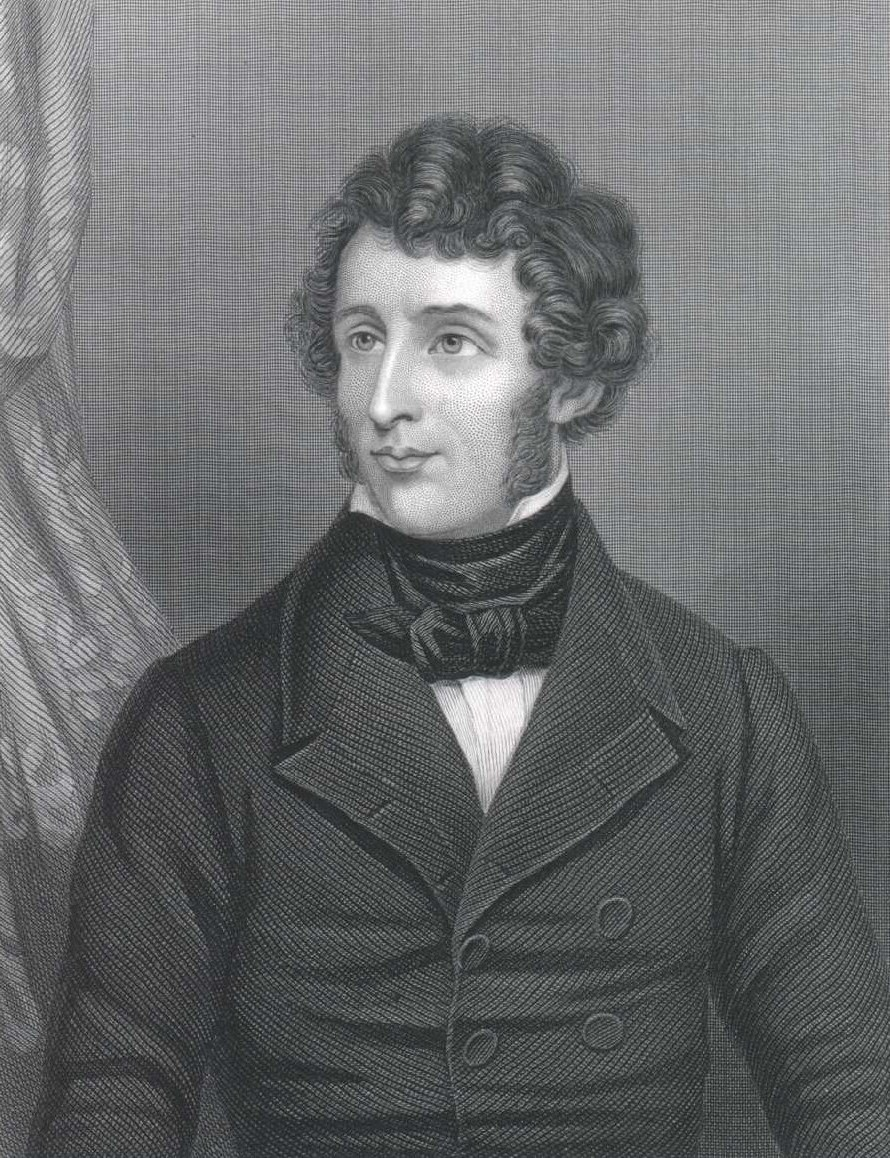
Friedrich Wöhler

Friedrich Wöhler (31 de juliol de 1800 - 23 de setembre de 1882), va ser un químic alemany molt conegut per ser el primer a sintetitzar la urea però també va ser el primer a aïllar diversos elements químics.

## Biografia
Whöler va néixer el 31 de juliol el 1800 com a fill d'un veterinari, científic agrícola i educador August Anton Whöler, a Eschersheim, actualment un districte de Frankfurt am Main. el 1830 es va casar amb Franziska Whöler (25 de setembre de 1811 - 11 de juny de 1832). Després de la mort de Franziska Whöler, causat pel naixement del seu segon fill, el 1832 es va casar am Julie Pfeiffer (13 de juliol de 1813 - 1 de desembre de 1886). Whöler va tenir 6 fills (dos de Franziska Whöler i quatre de la segona dona).
A partir de 1820 estava estudiant medicina a Marburg i Heidelberg, a partir del 1821 també va estar estudiant química amb el professor Leopold Gmelin. El 1823 es va graduar de medicina a la facultat de Heidelberg, i a partir de llavors es va concentrar en la química. Gmelin va quedar tan impressionat amb l'habilitat experimental de Whöler en l'aïllament de cianogen i àcid cianúric, que li va organitzar unes pràctiques amb Jöns Jacobs Brezelius a Estocolm.
Va treballar com a professor de química a les politècniques de Berlín, on va ser concedit pel descobriment de la síntesi de la urea amb el títol de professor i de Kassel. Posteriorment va ser professor a la Universitat de Göttingen fins que va morir el 1882.

## Contribucions a la química
Wöhler és considerat un pioner de la química orgànica per a la seva síntesi d'àcid oxàlic per hidròlisi de cianogen en 1824 i de la urea d'amoni en 1828. Aquestes síntesis van obrir el camp de la bioquímica, ja que per primer cop substàncies que només es coneixien d'animals vius, es podien obtenir de matèria inerta. Aquesta síntesi va acabar amb la teoria del vitalisme que propugnava que no es podia sintetitzar compostos orgànics a partir de compostos inorgànics.
Va ser el descobridor dels elements beril·li, silici, alumini, itri i titani i va descobrir el mètode per purificar el níquel. Va estudiar i col·leccionar nombrosos meteorits.